# NGC 2902
NGC 2902 је лентикуларна галаксија у сазвежђу Хидра која се налази на NGC листи објеката дубоког неба.
Деклинација објекта је - 14° 44' 8" а ректасцензија 9h 30m 53,1s. Привидна величина (магнитуда) објекта NGC 2902 износи 12,2 а фотографска магнитуда 13,2. Налази се на удаљености од 28,3000 милиона парсека од Сунца. NGC 2902 је још познат и под ознакама MCG -2-24-30, PGC 27004.